# Banco Central de Myanmar
El Banco Central de Myanmar es el banco central de Birmania (Myanmar). Fue establecido bajo la Ley del Banco Central de Myanmar en 1990.

## Historia
Su sede central está ubicada en Naipidó, y tiene sucursales en Rangún y Mandalay. El Gobernador es Kyaw Kyaw Maung y sus tres subgobernadores son Set Aung, Khin Saw Oo y Soe Min. El Banco Central de Myanmar se convirtió en un órgano regulador autónomo e independiente desde la promulgación en 2013 de la Ley del Banco Central de Myanmar por el Parlamento de Myanmar.

## Organización
A partir de finales de julio de 2016, sus miembros actuales son como sigue:
- El gobernador
  - Kyaw Kyaw Maung[3]
- Subgobernadores
  - Conjunto De Aung[4]
  - Khin Vio Oo
  - Soe Min
- Los directores generales
  - Myint Myint Kyi (Oficina del Gobernador)
  - Aung Aung (Administración y Desarrollo de Recursos Humanos Departamento)
  - Puede Malar Maung Gyi (Política Monetaria y de Asuntos de la Regulación Bancaria Departamento)
  - Thida Myo Aung (Instituciones Financieras De Departamento De Supervisión)
  - De Que Swe (Departamento De Contabilidad)
  - Ganar Deshielo (Administración De Divisas Departamento)